# Датацентричная модель предприятия

## Определение
Датацентричная модель деятельности предприятия — это подход к управлению и организации бизнеса предприятия (организации), при котором данные и аналитика используется на всех уровнях управления и являются неотъемлемой частью деятельности: от стратегического планирования до операционного управления в режиме реального времени.
В такой модели данные – это ключевой актив предприятия, управление им осуществляется надлежащим образом, и подразумевает инвестиции в технологии обработки и хранения данных, развитие аналитических компетенций и изменение корпоративной культуры.

## Различия между терминами data-centric и data-driven
Существуют два термина, широко используемых для описания подходов к управлению: data-centric управление и data-driven управление.  Но термины data-centric и data-driven не являются абсолютными синонимами. Если подход data-driven — это методология сбора, анализа и понимания данных, то подход data-centric – использование данных для определения того, что вообще нужно создавать .
В таблице приведено детальное сравнение этих двух понятий.
| Характеристика   | Data-driven управление                                                           | Data-centric управление                                      |
| ---------------- | -------------------------------------------------------------------------------- | ------------------------------------------------------------ |
| Роль             | Данные – вспомогательный ресурс                                                  | Данные – основной, неотъемлемый и независимый ресурс         |
| Цель             | Сбор, анализ и понимание данных для конкретной цели – аналитика                  | Использование данных для определения того, что нужно сделать |
| Потребность      | Потребность в данных определяется задачей создания определенных технологий/среды | Данные определяют, что нужно сделать                         |
| Принятие решений | Цель определяет потребность в определенных данных для принятия решений           | Способы применения данных меняются, данные неизменны         |

Таким образом, хотя использование data-driven подхода и не делает организацию датацентричной, но его можно рассматривать как шаг на пути к датацентричности .

## Что такое датацентричное предприятие
Несмотря на популярность понятия датацентричной организации (предприятия) как в российском, так и в зарубежном дискурсе, не существует конкретных характеристик подобной организации или же лучших практик по построению датацентричных бизнес-процессов. В существующих источниках на эту тему представлены определения общего характера, акцентирующие основополагающую роль данных в деятельности организации. Например,

"[Датацентричная организация] использует данные в качестве основного и постоянного ресурса для принятия решений. В датацентричной организации сотрудники полагаются на данные для подтверждения гипотез и внедрения преобразований. Датацентричные организации используют данные для выдвижения, оценки и корректировки предположений, необходимых для принятия решений». 
«Датацентричная (data-centric) организация дорожит данными как активом и управляет ими на всех фазах жизненного цикла, включая проектирование и текущие операции». 

## Датацентричная архитектура предприятия: основные характеристики
Датацентричная архитектура — это метод структурирования системы путем размещения данных в основе процессов проектирования, функциональности и принятия решений. Другие элементы системы строятся вокруг данных, чтобы обеспечить бесперебойное управление ими, их обработку и поиск.  В противовес датацентричной архитектуре ставится application-centric архитектура (то есть ориентированная на приложения) – система, состоящая из отдельных приложений, которые существуют сами по себе и мало взаимодействуют друг с другом. 
Рассмотрим их различия :
| Характеристика                           | Application-centric архитектура                                                                  | Data-centric архитектура                                                                                         |
| Центральный элемент ИТ-инфраструктруры   | Бизнес-приложения                                                                                | Данные |
| Отношение данных и приложений            | Данные завязаны на приложении, так как оно владеет ими                                           | Данные – это открытый ресурс, который переживет любое данное приложение                                          |
| Многообразие форматов данных             | Данные существуют в большом разнообразии разнородных форматов, структур, значений и терминологии | Глобально интегрированные данные имеют общий смысл, экспортируются из общего источника в любой подходящий формат |
| Преобразование данных для нового проекта | Каждый новый проект сопровождается проектом преобразования больших данных                        | Каждый новый проект использует существующие хранилища данных                                                     |
| Интеграция данных                        | Трудно или невозможно интегрировать внешние данные с внутренними данными                         | Внутренние и внешние данные легко интегрируются                                                                  |
| Стоимость изменений                      | Высокая                                                                                          | Адекватная |

## Элементы датацентричной архитектуры предприятия
В центре датацентричной архитектуры – единое виртуальное хранилище данных, в котором каждый бизнес-объект или событие существует в единственном экземпляре. Для наглядности можно представить, что идея системы MDM доведена до логически полного воплощения, и именно MDM является хранилищем всех корпоративных данных; бизнес-приложения не имеют собственных СУБД и работают только с объектами данных из MDM.
Платформа, являющаяся ядром датацентричной архитектуры, должна обладать следующими функциональными свойствами :
- Поддерживать хранение состояния каждого объекта данных на любой момент времени. Объекты данных — не просто отражения текущего состояния объектов или событий реального мира, а «четырехмерные» описания всех состояний на протяжении всего времени жизни объекта.
- Хранить непрерывную историю модели (структуры) данных. Структура данных столь же изменчива, как и сами данные. Платформа должна иметь возможность представлять объекты данных в соответствии с любой версией структуры. Структура должна формально описывать смысл каждого элемента данных.
- Поддерживать множество API для работы с данными, включая REST, GraphQL, SPARQL.
- Предоставлять возможности обнаружения и поиска данных.
- Иметь развитые инструменты управления доступом к данным и защиты конфиденциальной информации.
- Поддерживать инструменты прослеживания происхождения данных (data provenance), контроля их качества (data quality), описания степени доверия к данным.

## Переход к датацентричной архитектуре предприятия
В процессе перехода к датацентричной архитектуре могут быть выделены три главных шага :
1. Первый шаг. Создание логической витрины данных, интегрируемой с каждой автоматизированной системой для обеспечения извлечения данных и их объединения в единый виртуальный информационный массив. Логическая витрина способна интегрировать сведения об одних и тех же объектах из разных хранилищ в единое представление. Если витрина использует онтологическое моделирование и стандарты «семантической сети», то ее появление означает закладку первого «краеугольного камня» будущей датацентричной архитектуры компании — репозитория модели.
2. Второй шаг. Создание хранилища, управляемого витриной. Часть данных хранится теперь только в витрине, а работающие с ними приложения не реплицируют эту информацию в собственные хранилища. Очень важно, чтобы приложения были готовы к изменению структуры данных. Благодаря тому, что они могут считывать из хранилища и сами данные, и их структуру, они получают возможность изменять алгоритмы своей работы по мере изменения структуры данных. Таким образом начинает реализовываться управляемость приложений со стороны модели.
3. Третий шаг. Развитие возможностей управления поведением приложений нового типа со стороны модели. Такие приложения не просто ориентированы на работу с гибкой моделью данных, но и часть описания алгоритмов их работы также находится в онтологии.

## Преимущества датацентричной архитектуры предприятия
Датацентричная архитектура ИТ-ландшафта предприятия позволяет получить ряд преимуществ по сравнению с использованием традиционных архитектур (например, application-centric архитектуры) :
- Улучшение понимания клиентов. Архитектура, ориентированная на данные, может помочь более эффективно собирать и хранить данные, например, о клиентах, позволяя получать более подробную информацию об их индивидуальных предпочтениях и потребностях. Это, в свою очередь, может помочь лучше адаптировать продукты и услуги к их конкретным требованиям, что приведет к повышению удовлетворенности клиентов и их удержанию.
- Повышение операционной эффективности. Более эффективно собирая и храня данные, можно оптимизировать бизнес-процессы и сделать их более эффективными. Это может привести к экономии времени и средств компании, а также к повышению производительности труда сотрудников.
- Повышенная безопасность. Централизованное хранение данных позволяет легко контролировать и отслеживать доступ к ним. Это поможет предотвратить несанкционированный доступ и гарантировать, что только уполномоченный персонал имеет возможность просматривать и изменять конфиденциальную информацию.
- Большая масштабируемость. По мере роста компании датацентричная архитектура позволяет легко добавлять новых пользователей и системы без необходимости вносить серьезные изменения в существующую конфигурацию, что может сэкономить время и деньги в долгосрочной перспективе, так как не нужно будет постоянно обновлять и перенастраивать системы при расширении бизнеса.
- Улучшенное соответствие нормативным требованиям. Централизованное хранение данных позволяет легко отслеживать и контролировать, кто имеет к ним доступ и что они с ними делают.